# Ancín
Ancín (o Antzin in basco) è un comune spagnolo di 375 abitanti situato nella comunità autonoma della Navarra.